# 니콜라이 노스코프
니콜라이 이바노비치 노스코프(러시아어: Николай Иванович Носков, 1956년 1월 12일 ~ )는 러시아의 가수이다. 하드 록 밴드 고리키 파르크의 보컬이였다, 러시아의 영광 아티스트..

## 생애
니콜라이 은 노동 계급 가족의 스몰 렌 스크 지역 그자츠크 (지금 가가린)의 도시 년 1 월 12 1956 태어났다. 그의 아버지, 이반 노스코프 로마의 기원은, 공장에서 일했다. 그의 어머니, 캐서린 노스코프는 건설 현장에서 근무하는 젖 짜는이었다. 니콜라스 외에도 가족 더 4 아이들이 있었다.
니콜라스 8 살 때, 가족은 체레 포베 츠의 도시로 이동했다. 어린 시절 아마추어 밴드에 참여하기 때문이다. 14 세에, 그는 북쪽 지역의 경쟁에서 최고의 가수로 첫 번째 상을 수상했다.
전문 음악 교육은 하지 않았다. 소련 군대에서 봉사는 트럼펫을 연주하는 동안 독학으로 피아노, 기타와 드럼 연주를 배웠다.
그는 1987년 영화 '잃어버린 선박의 섬 "여러 곡을 시행하였다.

## 음반 목록
- 1998 - Я тебя люблю (나는 당신을 사랑합니다)
- 1999 - Паранойя (편집증)
- 2000 - Дышу тишиной (호흡 침묵)
- 2006 - По пояс в небе (하늘에서 때때로)
- 2011 - Оно того стоит (그것은 가치)
- 2012 - Без названия (제목 없음)
- 2019 - Живой